# Caucaland
Caucaland este o regiune menționată de istoricul roman Ammianus Marcellinus drept Caucalandenses locus, un loc în care goții situați pe malul stâng al Dunării s-au retras după venirea hunilor. Unii istoricii moderni, precum Alexandru Madgearu, îl localizează în apropriere de râul Valea Strâmbă, județul Mureș, alții (spre exemplu, Florin Constantiniu) în Vrancea și Munții Buzău.
O altă opinie, susținută de geograful și jurnalistul danezo-francez Conrad Malte-Brun (1755-1826) și bazată pe scrierile lui Ptolemeu, este că teritoriul pe care ființa Caucaland era plasat în jurul localității Cacova, la sud de Sibiu, azi Fântânele, Sibiu, devenită localitate componentă a orașului Săliște.
Istoricul Herwig Wolfram crede că expulzarea sarmaților din Caucaland de către goții lui Athanaric relevă clar un proces de dezintegrare. Ptolemeu avea cunoștință despre un trib numit caucoenses, aflat undeva în Dacia Transilvană, iar un lanț muntos al Carpaților Transilvani este atestat epigrafic drept Caucasus. Acestor denumiri li se alătură și Caucaland - după cum dezvăluie sufixul germanic –land, pe care goții l-au folosit pentru a desemna teritoriul locuit de o minoritate străină. Aici locuiau sarmați care nu erau considerați tervingi, dar al căror pământ se afla în Gothia, în ținutul natal (genitales terrae) al lui Athanaric. Locuitorii pre-gotici din Caucaland sunt prezentați ca sarmați, dar poartă un nume dac. Prin urmare, este posibil ca elementele daco-carpiene care au pătruns împreună cu tervingii în vechea provincie să fi contribuit la o renaștere a vechilor tradiții barbare. Cu siguranță, Caucaland nu era localizat în Banat, ci mai degrabă în munții Carpați de-a lungul râului Alutus (râul Olt).
În 376, Athanaric (rege vizigot) a fost învins de huni și obligat să se retragă în Caucaland, împingându-i pe localnicii sarmați. Din această regiune Athanaric dorea să conducă o mișcare de rezistență împotriva invadatorilor, dar aceasta a eșuat, iar acesta în 381 a murit la Constantinopol.